# Eurosong 2025 (Belgio)
La ventottesima edizione di Eurosong si è svolta il 1º febbraio 2025 e ha selezionato il rappresentante del Belgio all'Eurovision Song Contest 2025 a Basilea, in Svizzera.
Il vincitore è stato Red Sebastian con Strobe Lights.

## Organizzazione
L'8 maggio 2024, l'emittente fiamminga Vlaamse Radio- en Televisieomroeporganisatie (VRT) ha confermato la partecipazione del Belgio all'Eurovision Song Contest 2025, annunciando inoltre l'organizzazione della ventottesima edizione di Eurosong per selezionare il proprio rappresentante.
Nel giugno 2024, l'emittente ha annunciato una radicale revisione del format del programma, caratterizzata, tra l'altro, dall'eliminazione dei turni di qualificazione tramite il programma Songclub Show. Secondo Gerrit Kerremans, coordinatore musicale per conto di VRT, questa scelta è stata fatta con lo scopo di coinvolgere artisti più affermati del panorama musicale belga, oltre a restringere il cerchio sulle candidature.
Come è già accaduto durante l'edizione precedente, non sono stati aperti casting per gli artisti o compositori: la VRT ha invece collaborato direttamente con le varie etichette discografiche per reclutare potenziali partecipanti. Kerremans ha riferito che, nella selezione degli artisti, è stata posta particolare attenzione al talento vocale e all'esperienza sul palco. La selezione degli artisti in lizza è stata conclusa a settembre 2024.
La competizione si è tenuta in un'unica serata il 1º febbraio 2025 presso gli studi televisivi EMG di Vilvoorde, e ha visto 8 artisti sfidarsi per la possibilità di rappresentare il Belgio all'Eurovision Song Contest 2025. I risultati sono stati decretati da una combinazione di voto della giuria tecnica e del televoto.

### Giuria
La giuria è stata composta da:
- Gustaph, rappresentante del Belgio all'Eurovision Song Contest 2023;
- Emmelie de Forest, vincitrice dell'Eurovision Song Contest 2013;
- Merol, cantante e attrice;
- Bart Cannaerts, comico e portavoce belga all'Eurovision Song Contest 2023;
- Els Germonpré, coordinatrice musicale per VRT 1;
- Leslie Cable, capodelegazione vallone all'Eurovision Song Contest;
- Stephan Monsieur, presidente di OGAE Belgio;
- Jasper Van Biesen, scrittore;
- Nona Van Braeckel, conduttrice radiofonica per Studio Brussel;
- Kim Debrie, conduttrice radiofonica per Radio 2;
- Anja Daems, conduttrice radiofonica per Radio 2;
- Laura Govaerts, conduttrice radiofonica per MNM;
- Imane Boudadi, conduttrice radiofonica per MNM;
- Indy van Cauwenbergh, coreografo;
- André Vermeulen, giornalista ed esperto eurovisivo.

## Partecipanti
I nomi degli artisti in gara sono stati rivelati durante una conferenza stampa della RTBF il 14 novembre 2024. I titoli delle canzoni e i rispettivi compositori sono stati annunciati il successivo 13 gennaio 2025. Il 18 ed il 25 gennaio VRT ha mandato in onda due speciali dove sono stati presentati gli artisti e i loro brani, i quali sono stati pubblicati commercialmente poco dopo la messa in onda della trasmissione.
| Artista            | Titolo              | Lingua   | Compositori                                                                      |
| ------------------ | ------------------- | -------- | -------------------------------------------------------------------------------- |
| Grace              | Pull Up             | Inglese  | Astrid "Ameerah" Roelants, Grace Khuabi, Willem Vanderstichele                   |
| Jelle van Dael     | Monster             | Inglese  | Jelle van Dael, Lindi Konings, Willem Vanderstichele, Udo Mechels                |
| Le Manou           | Fille à papa        | Francese | Manou Maerten, Willem Vanderstichele                                             |
| Leez               | Perfectly Imperfect | Inglese  | Lisa van Rossem, Loek van der Grinten, Philippine Nancy Corporaal, Will Knox     |
| Lenn               | Air Balloon         | Inglese  | Len Neefs, Willem Vanderstichele                                                 |
| Mentissa           | Désolée             | Francese | Lili Louise Musique/La Passée Editions, Mentissa Mpatha Ngandu, Vianney Bureau   |
| Red Sebastian      | Strobe Lights       | Inglese  | Astrid "Ameerah" Roelants, Billie Bentein, Seppe Herreman, Willem Vanderstichele |
| Stefanie Callebaut | Gloria              | Inglese  | Jeroen Swinnen, Stefanie Callebaut                                               |

## Finale
La finale si è svolta il 1º febbraio 2025 presso gli studi televisivi EMG di Vilvoorde e sarà presentata da Peter Van de Veire. L'ordine d'esibizione è stato reso noto il 30 gennaio 2025.
La serata è stata aperta da Gustaph, vincitore dell'edizione precedente e rappresentante del Belgio all'Eurovision Song Contest 2023, che si è esibito con Because of You, mentre durante l'intervallo si sono esibiti Tom Dice, rappresentante del Belgio all'Eurovision Song Contest 2010, con Me and My Guitar, ed Emmelie de Forest, vincitrice dell'Eurovision Song Contest 2013, con il brano Only Teardrops.
Red Sebastian è stato proclamato vincitore trionfando sia nel televoto che nel voto della giuria.
| # | Artista            | Titolo              | Punteggio | Punteggio | Punteggio | Posizione |
| # | Artista            | Titolo              | Giuria    | Televoto  | Totale    | Posizione |
| - | ------------------ | ------------------- | --------- | --------- | --------- | --------- |
| 1 | Leez               | Perfectly Imperfect | 72        | 72        | 144       | 2         |
| 2 | Le Manou           | Fille à papa        | 54        | 21        | 75        | 8         |
| 3 | Jelle van Dael     | Monster             | 68        | 47        | 115       | 4         |
| 4 | Mentissa           | Désolée             | 73        | 58        | 131       | 3         |
| 5 | Lenn               | Air Balloon         | 55        | 27        | 82        | 7         |
| 6 | Stefanie Callebaut | Gloria              | 70        | 41        | 111       | 5         |
| 7 | Red Sebastian      | Strobe Lights       | 132       | 291       | 423       | 1         |
| 8 | Grace              | Pull Up             | 61        | 28        | 89        | 6         |